# La Réole
La Réole egy francia település Gironde megyében az Aquitania régióban. Lakosainak száma 4441 fő (2022. január 1.). Lakosai a Réolais-ok. Franciaország kulturális és történelmi városa címet viseli.

## Adminisztráció
Polgármesterek:
- 1944–1977 Jean Delsol
- 1977–1989 Jean Pierre Astorgis
- 1989–2014 Bernard Castagnet (PS)
- 2014–2020 Bruno Marty

## Demográfia
| Lakosok száma | 4945 | 4414 | 4273 | 4212 | 4092 | 4173 | 4356 | 4355 | 4351 | 4441 |
|               | 1968 | 1982 | 1990 | 2006 | 2013 | 2015 | 2017 | 2019 | 2020 | 2022 |

## Látnivalók
- Le Prieuré
- Château des Quat'Sos
- Saint-Pierre templom
- L'Arsenal ou Grande École